# Lufengosaurus
Lufengosaurus (kinesiska: 祿 豐 龍 eller 禄 丰 龙, som betyder "Lufeng-ödla") är ett dinosaurie-släkte i familjen massospondylider, i infraordningen prosauropoder, som levde under den tidiga juraperioden i vad som nu är sydvästra Kina.
Släktets medlemmar var antagligen växtätare.